# Mezia araujoi
Mezia araujoi é uma espécie de  planta do gênero Mezia e da família Malpighiaceae.

## Taxonomia
O seguinte sinônimo já foi catalogado:
- Banisteria macrophylla  A.Juss.

## Forma de vida
É uma espécie rupícola, terrícola e arbustiva.

## Conservação
A espécie faz parte da Lista Vermelha das espécies ameaçadas do estado do Espírito Santo, no sudeste do Brasil.

## Distribuição
A espécie é endêmica do Brasil e encontrada nos estados brasileiros de Espírito Santo, Minas Gerais e Rio de Janeiro.  
A espécie é encontrada no domínio fitogeográfico de Mata Atlântica, em regiões com vegetação de floresta estacional semidecidual e vegetação sobre afloramentos rochosos.